# Тула (Сардиния)
Тула (итал. Tula) — коммуна в Италии, располагается в регионе Сардиния, подчиняется административному центру Сассари.
Население составляет 1665 человек, плотность населения составляет 25,42 чел./км². Занимает площадь 65,51 км². Почтовый индекс — 7010. Телефонный код — 079.
Покровителем населённого пункта считается святая равноапостольная императрица Елена, празднование 18 августа.